# Pedro Richter Prada
Pedro Ángel Richter Fernández-Prada (Huamanga, 4 de enero de 1921– Lima, 14 de julio de 2017) fue un militar y político peruano.

## Biografía
Nació en 1921. Hijo de Federico Richter del Castillo y María Fernández-Prada Cárdenas.  
Realizó sus estudios en el Colegio “San Ramón” de Ayacucho. 
En 1942 ingresó a la Escuela Militar de Chorrillos de donde egresó como alférez de Caballería en 1946. Luego de ello realizó cursos de especialización de Blindados, en la United States Army Armor School de Fort Knox, en Kentucky, Estados Unidos. Posteriormente estudió Comando y Estado Mayor en la Escuela Superior de Guerra y un Curso de Estrategia Militar, en el Centro de Altos Estudios Militares.
Fue director de la Escuela de Caballería
De 1961 a 1962 fue agregado militar de la Embajada del Perú en Bolivia.
Fue comandante general de la tercera región militar.
En 1970 fue nombrado como consejero presidencial del general Juan Velasco Alvarado.
En enero de 1971 fue nombrado como Jefe del Servicio de Inteligencia Nacional.
En mayo de 1971 fue designado como Ministro del Interior por el presidente Juan Velasco Alvarado, cargo que ocupó hasta 1975.
En 1975 ascendió al grado de General de División.
Falleció en Lima en julio de 2017.
En julio de 2019 la justicia italiana lo encontró responsable junto al expresidente Francisco Morales Bermúdez y al general Germán Ruíz Figueroa, por la desaparición de ciudadanos italianos.

## Presidente del Consejo de Ministros
En 1979 fue nombrado por Morales Bermúdez como comandante general del Ejército, ministro de Guerra y primer ministro. El 31 de diciembre de 1980 terminó sus funciones como comandante general del Ejército y pasó a la situación de retiro.

## Reconocimientos
- Orden El Sol del Perú en el grado de Gran Cruz y Comendador. - Perú
- Orden del Libertador San Martín en el grado de Gran Cruz - Argentina
- Orden de Mayo al Mérito Militar en el grado de Gran Oficial (1972) y Gran Cruz (1977) - Argentina
- Orden del Cóndor de los Andes en el grado de Oficial - Bolivia
- Orden de Boyacá en el grado de Gran Cruz - Colombia
- Gran Estrella al Mérito Militar de las Fuerzas Armadas - Chile
- Orden del Mérito Militar en el grado de Gran Cruz (1979) - España
- Orden del Sol Naciente en primera clase - Japón
- Orden de Manuel Amador Guerrero en el grado de Gran Cruz - Panamá
- Orden de Vasco Núñez de Balboa en el grado de Gran Cruz - Panamá